# La Complainte des hivers rouges
La Complainte des hivers rouges est une pièce de théâtre québécoise écrite en 1974 par Roland Lepage. Cette saga historique raconte le quotidien et la lutte des Patriotes qui se sont soulevés contre l’occupation anglaise au Québec durant les années 1837-1838. Le récit met en lumière la détermination dont ils ont fait preuve pour défendre leurs idées.